# 우쓰노미야성 천장 사건
우쓰노미야성 천장 사건(宇都宮城釣天井事件)은 겐나 8년(1622년) 시모쓰케 우쓰노미야 번주이자 에도 막부 도시요리인 혼다 마사즈미(야하치로가 당주)가 우쓰노미야성 천장에 압사장치(壓死裝置)를 설치하여 쇼군 도쿠가와 히데타다를 암살 의도(意圖) 혐의를 받아 개역 및 유배형에 처한 사건이다. 하지만 실제로는 우쓰노미야성에 압사장치는 설치되지 않았고 야하치로 일가의 개역은 다른 의도가 있었다고 한다.